# Помона
Помона е била римската богиня на овощните плодове. Името ѝ произлиза от латинската дума pomum („дървесен плод“, „овощен плод“).
Празник в чест на Помона не е записан в календарите, но е имало Фламин на Помона (Flamen Pomonalis), един от дванадесетте flamines minores, което говори и за древността, и значението на култа. Помоналът, светилището на Помона, се намирало между Рим и Остия Антика в агер Солониус.
В мита тя е била съпруга на бог Вертумн. Разказ на легендата от поета Овидий, като част от неговата поема „Метаморфози“, става любима тема на много художници от епохата на Новото време. В тази история, след няколко неуспешни флирта и опити за сближаване, бог Вертнумн отива при Помона, въплътен във вид на набръчкана възрастна жена. Помона от своя страна била съсредоточена единствено върху полагането на грижи за своите растения и не проявявала никакъв интерес към мъже, които поради това нямали право да влизат в градината ѝ. Старата бабичка (всъщност Вертумн) целува Помона и след това и разказва за един бряст, преплетен с гроздова лоза, сочейки, че този бряст би стоял самотен и никой не би го потърсил, ако край него я нямаше лозата с нейното грозде. И обратно: Каква би била лозата без дървото, за което може да се придържа и да се усуква нагоре, и което ѝ осигурява защита и надеждна опора? След това бабичката (всъщност Вертумн) я обвинява, че не следва лозата като пример и отблъсква всички кандидати, като в същото време възхвалява Вертумн и ѝ го предлага. Също така подчертава сходните желания и на двамата. Накрая, бабичката заплашва Помона с насилие, ако тя не следва желанията ѝ, при което тя отново се променя и приема истинския си вид – на Вертумн. Думите обаче са били убедили Помона.
Друга версия я превръща в съпруга на Пик: Заради нея той отхвърля магьосницата Цирцея, която за наказание го превръща в кълвач. Във версията на историята на Пик от Овидий, нимфата Канента е съпруга на Пик.
В алегориите на четирите годишни времена Помона олицетворява есента. Нейните атрибути са тазобедрената става и рогът на изобилието.
Гербът на град Помеция в провинция Рим показва Помона.
В град Лангентал (Швейцария) от 1950 г. пред театъра стои бронзова фигура на Помона от Емилио Станциани.